# ネイト・ポター
ネイト・ポター（Nate Potter 1988年5月16日- ）はコロラド州デンバー出身の元アメリカンフットボール選手。ポジションはタックル。

## 経歴
ボイシ州立大学で2008年から2011年まで4シーズンプレーした。
2年次、3年次にはウェスタン・アスレティック・カンファレンスのファーストチームに、4年次はオフェンシブラインのリーダーを務め、NCAAディビジョンI所属校中、最少の8サックしか相手に許さず、マウンテン・ウェスト・カンファレンスのオールチームに選ばれた。
1年次の2008年は、左タックルとして3試合、右タックルとして5試合に先発した。2年次の2009年にも、シーズン開幕から1ヶ月経過した後、先発選手に昇格した。3年次の2010年には、AP通信からオールアメリカンサードチームに選ばれた。
ドラフト前のスカウティング・コンバインの3コーンドリルでは全オフェンシブラインマン中4位タイの7秒49を記録したが、エリートプロスペクトとは評価されず、先発の座を確保するには、改善が必要であると判断された。
2012年のNFLドラフトでは7巡でアリゾナ・カージナルスに指名された。先発左タックルのリーバイ・ブラウンがシーズン開幕前に故障者リスト入りし、ダントニー・バティステのパスプロテクションが機能しないことから、第11週のアトランタ・ファルコンズ戦より、左タックルとして先発することとなった。同年6試合の先発出場を含む、8試合に出場した。
2013年、左ガードのダリン・カレッジの控えとしてシーズンを迎えた。その後左タックルの控えとして過ごし、1試合も先発出場することなくシーズンを終えた。
現役引退後は、アイダホ大学のオフェンスラインコーチを経て、2019年5月、モンタナ州立大学のタイトエンドコーチに就任している。